# Юган Донар
Юган Донар (швед. Johan Donar; нар. 24 березня 1966) — колишній шведський тенісист.
Здобув 1 парний титул.

## Фінали турнірів ATP за кар'єру

### Парний розряд: 1 (1–0)
| Результат | W-L | Дата     | Турнір          | Покриття | Партнер    | Суперники                        | Рахунок       |
| --------- | --- | -------- | --------------- | -------- | ---------- | -------------------------------- | ------------- |
| Перемога  | 1–0 | Жов 1992 | Палермо, Італія | Ґрунт    | Ула Юнссон | Орасіо де ла Пенья Войтех Флегль | 5–7, 6–3, 6–4 |

## Титули на челленджерах

### Парний розряд: (2)
| Ранг | Рік  | Турнір             | Покриття | Партнер        | Суперники                         | Рахунок  |
| ---- | ---- | ------------------ | -------- | -------------- | --------------------------------- | -------- |
| 1.   | 1992 | Тампере, Фінляндія | Ґрунт    | Йонас Бйоркман | Ян Гуннарссон Мікаель Мортенсен   | 6–4, 6–4 |
| 2.   | 1992 | Венеція, Італія    | Ґрунт    | Ула Юнссон     | Крістіан Бранді Федеріко Мордеган | 6–3, 6–2 |